# Gymnangium ferlusi
Gymnangium ferlusi is een hydroïdpoliep uit de familie Aglaopheniidae. De poliep komt uit het geslacht Gymnangium. Gymnangium ferlusi werd in 1901 voor het eerst wetenschappelijk beschreven door Billard. 